# Дембо, Елена Владимировна
Еле́на Влади́мировна Дембо (род. 8 декабря 1983, Пенза) — греческая шахматистка. Ранее проживала в Израиле, а затем в Венгрии. Международный гроссмейстер среди женщин (с 2001 года), мужской международный мастер (с 2003 года). Имеет один балл мужского международного гроссмейстера.

## Биография
Родители — шахматный тренер Владимир Борисович Дембо и шахматистка Надежда Ивановна Фокина.
В два с половиной года Елена научилась читать, а в трёхлетнем возрасте играть в шахматы. Когда Елене было 7 лет семья эмигрировала в Израиль (Тель-Авив), 14 — в Будапешт. В декабре 2003 года Елена переехала в Афины.
В 13 лет Лена официально стала преподавать шахматы в 10—11 классах гимназии, получая зарплату от муниципалитета. Для этой работы её официально освобождали от уроков в школе, и она уходила на работу в гимназию, в соседний район. С 15-ти лет она очень много занимается педагогической шахматной деятельностью: её студенты — мужчины и женщины.
С 15 лет — становится шахматной журналисткой: пишет статьи и анализирует партии для крупных шахматных журналов Германии, Венгрии, Чехии, Австрии, Италии, Греции и других стран.

## Спортивные достижения
8 медалей, завоёванных в чемпионатах мира и Европы (женских и детских, личных и командных).
2000 год — I место в мужском международном мастерском турнире в Нойклостере (Германия);
2002 год — чемпионка Европы по рапиду среди девушек до 20 лет;
2003 год — чемпионка Венгрии среди женщин,
— I—II места в женском международном турнире «Акрополис» (Афины, Греция),
— лидер женской венгерской национальной сборной, ставшей серебряным призёром командного чемпионата Европы в Пловдиве (Болгария);
2004 год — первое место в женском международном гроссмейстерском турнире во Владимире (Россия);
2005 год — бронзовая медаль в личном чемпионате Европы среди женщин в Кишинёве (Молдавия),
— выполнение нормы мужского гроссмейстера в очень сильном по составу мужском международном турнире в Гамбурге (Германия);
2007 год — III—V места в мужском чемпионате Средиземноморья (в турнире было 32 участника и среди них — немало гроссмейстеров и международных мастеров),
— III место в мужском международном турнире (рапид) в Нова-Пазова (Сербия); в турнире играло 152 шахматиста, из них — 13 гроссмейстеров, 16 международных мастеров и 24 мастера ФИДЕ.
2008 год — 2—7 места в женском чемпионате Европы.
2010 — 2—7 места в женском чемпионате Европы. Было 158 участниц.
— 9—16 места в женском чемпионате мира. Было 64 участницы.
2011 — Мужской чемпионат Европы: была зарегистрирована 183-eй по рейтингу, поделила в чемпионате места с 71 по 123, а точнее — стала 104-й. Показала лучший результат среди женщин, исключая Полгар. Опередила Чмилите, Анну Музычук, Жукову. Впервые в жизни набрав 4 очка из 8 в партиях против гроссмейстеров со средним рейтингом 2600. Общий результат — 6,5 из 11.

## Изменения рейтинга
| Графики недоступны из-за технических проблем. См. информацию на Фабрикаторе и на mediawiki.org. |